# Осон (Об)
Осо́н (фр. Auxon) — коммуна во Франции, находится в регионе Шампань — Арденны. Департамент — Об. Входит в состав кантона Эрви-ле-Шатель. Округ коммуны — Труа.
Код INSEE коммуны — 10018.
Коммуна расположена приблизительно в 145 км к юго-востоку от Парижа, в 105 км южнее Шалон-ан-Шампани, в 25 км к юго-западу от Труа.

## История
В 1846 году из части коммуны Осон была образована коммуна О-Пюизо.

## Население
Население коммуны на 2008 год составляло 971 человек.
| 1962 | 1968 | 1975 | 1982 | 1990 | 1999 | 2008 |
| ---- | ---- | ---- | ---- | ---- | ---- | ---- |
| 812  | 801  | 764  | 861  | 905  | 927  | 971  |

## Администрация
| Период | Период | Фамилия      | Партия | Примечания |
| ------ | ------ | ------------ | ------ | ---------- |
| 2001   | 2009   | Жан-Луи Кайе |        |            |
| 2009   |        | Тьерри Лорн  |        |            |

## Экономика
В 2007 году среди 573 человек в трудоспособном возрасте (15—64 лет) 429 были экономически активными, 144 — неактивными (показатель активности — 74,9 %, в 1999 году было 70,8 %). Из 429 активных работали 391 человек (221 мужчина и 170 женщин), безработных было 38 (16 мужчин и 22 женщины). Среди 144 неактивных 40 человек были учениками или студентами, 45 — пенсионерами, 59 были неактивными по другим причинам.

## Достопримечательности
- Церковь Сен-Лу-де-Сан (XVI век). Памятник истории с 1949 года[3]

## Фотогалерея

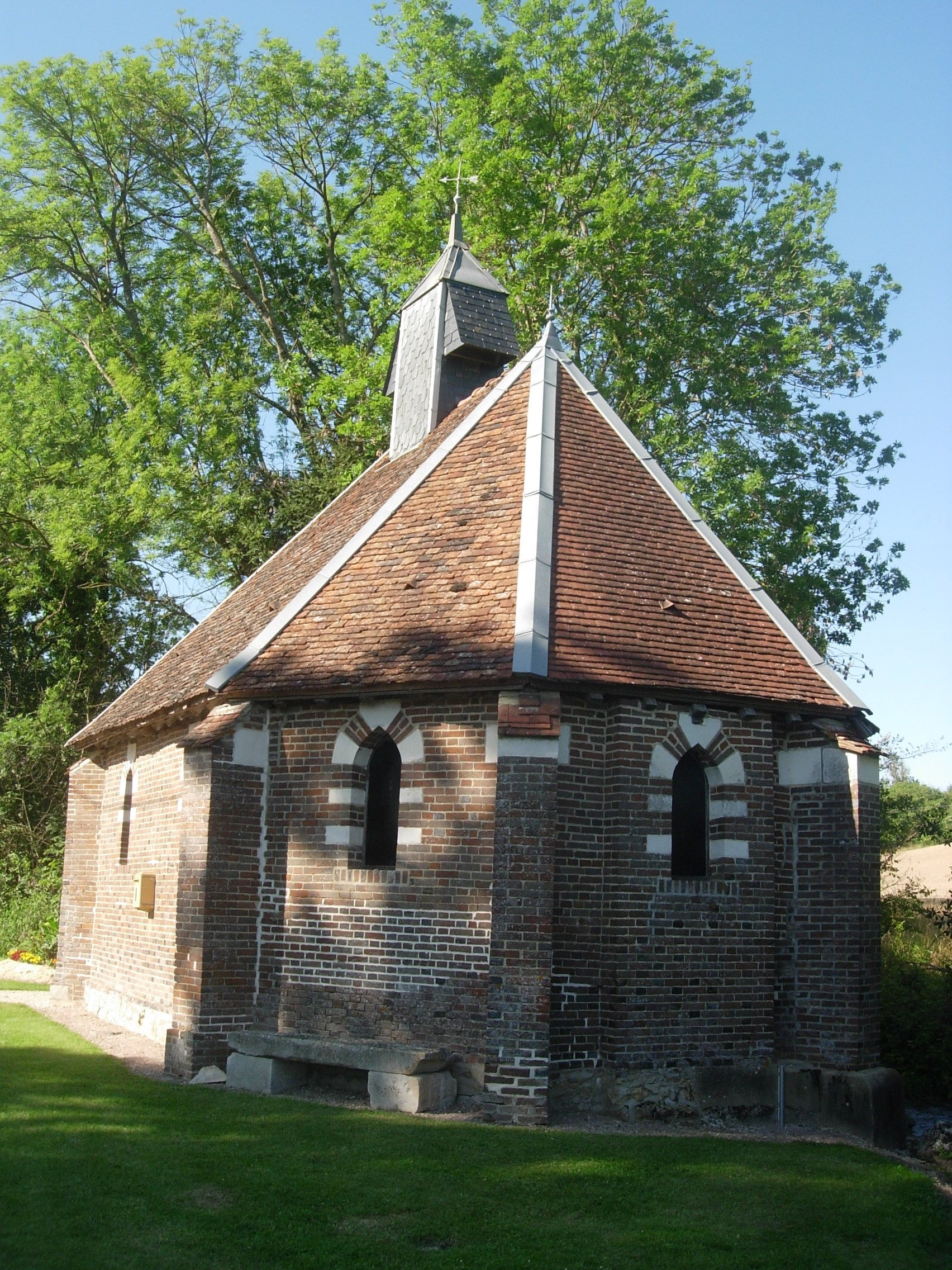
Часовня Сивре
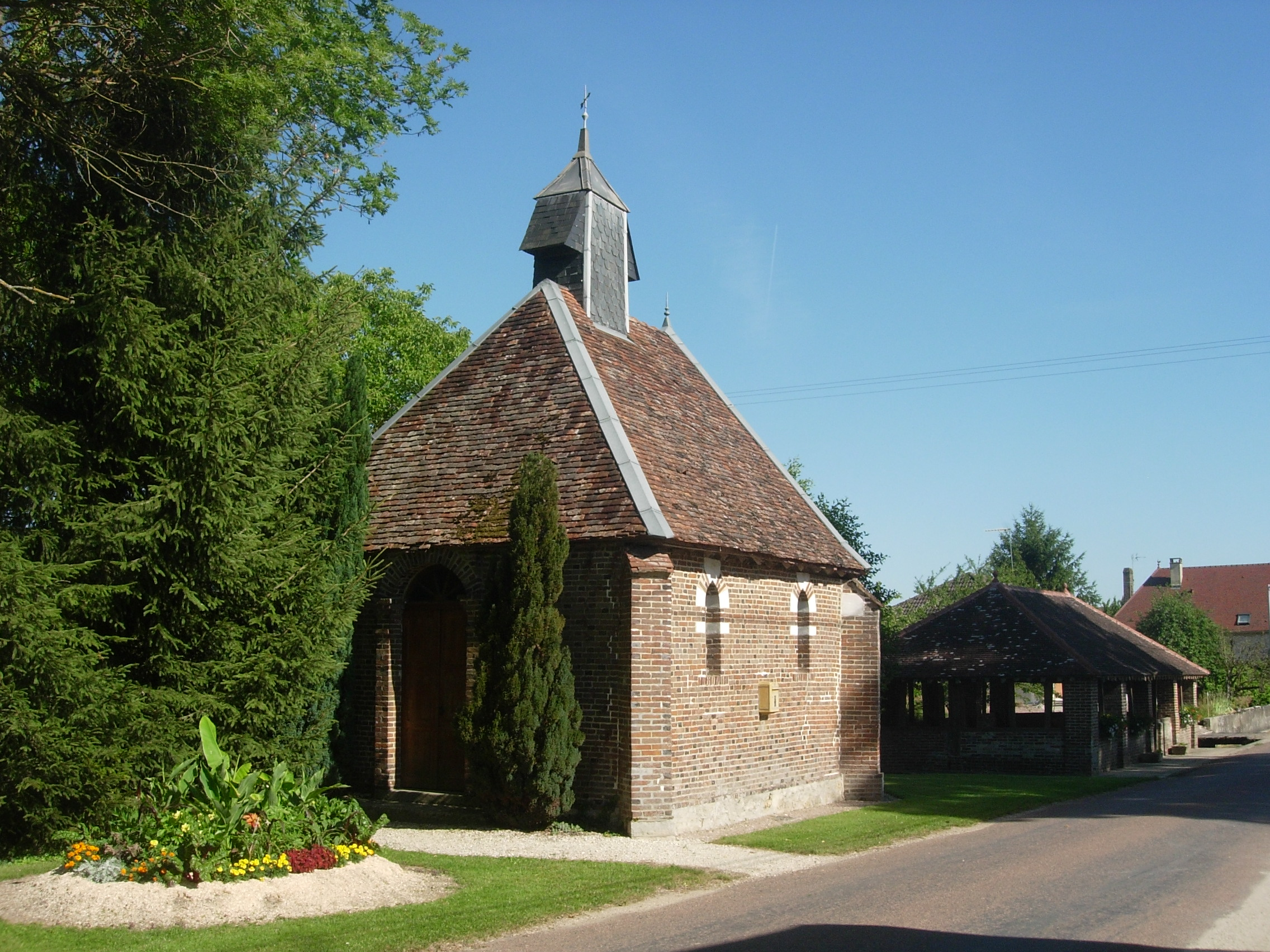
Часовня Сивре
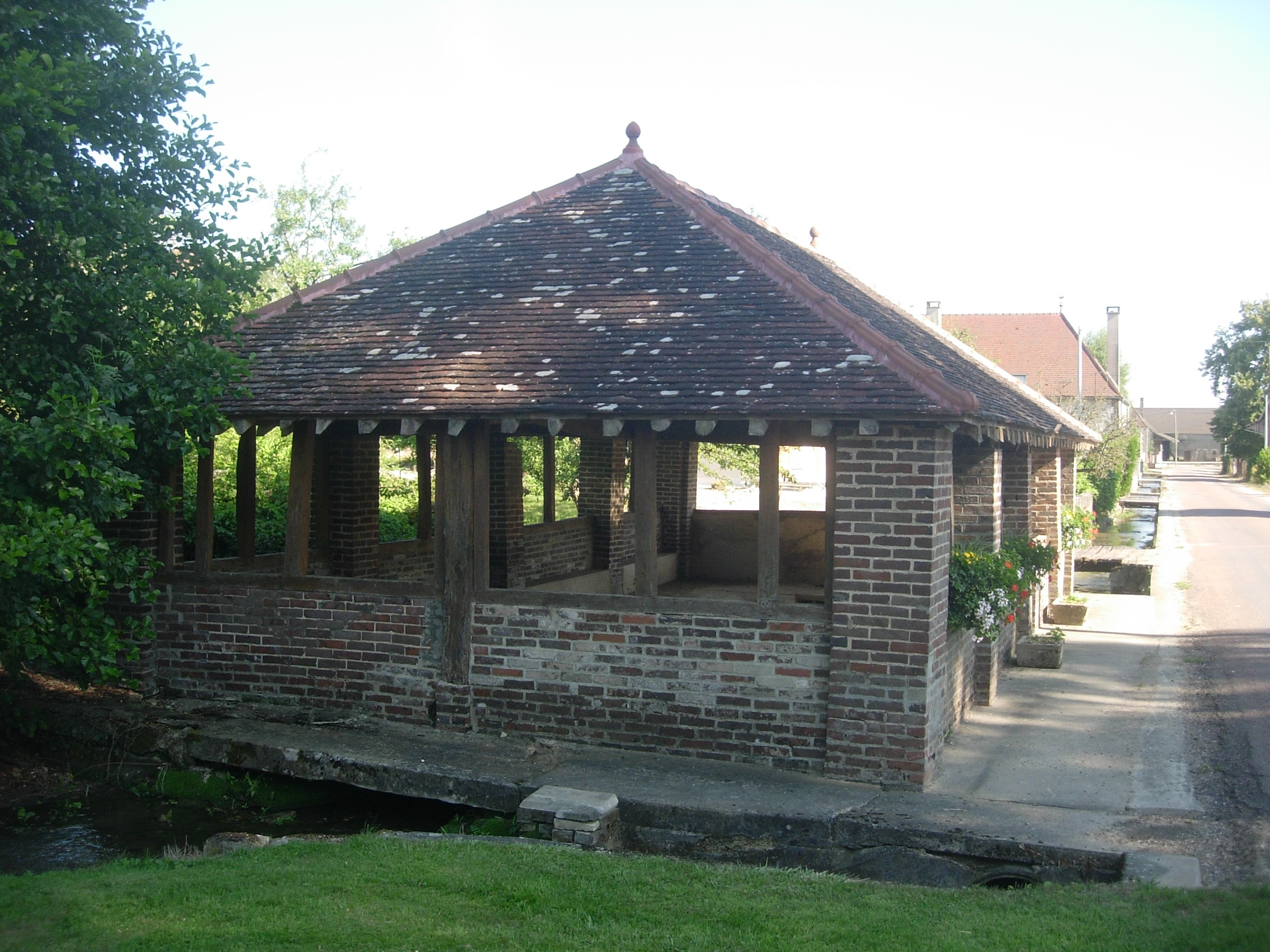
Общественная прачечная